# Prälatur
Die Prälatur (lateinisch praelatura ‚des Vorgezogenen‘) ist eine kirchliche Organisationseinheit, der ein Prälat (Bischof oder Abt) vorsteht.
Ferner bezeichnet der Begriff die Amtswürde und zuweilen das Amts- und Wohngebäude des Prälaten (→ Abtei, Abtshaus).

## Prälatur in der Evangelischen Kirche
In der Verwaltung der Evangelischen Kirche in Deutschland ist der Begriff nur in der Evangelischen Landeskirche in Baden und der Evangelischen Landeskirche in Württemberg gebräuchlich und bezeichnet dort die mittlere Verwaltungsinstanz der Landeskirche.
Als Prälaturen werden auch die Amtsbereiche der Klöster in der Evangelisch-lutherischen Landeskirche Hannover, z. B. in Amelungsborn, bezeichnet.

## Prälatur in der römisch-katholischen Kirche
In der katholischen Kirche wird unterschieden zwischen der Territorialprälatur (Can. 368 CIC) und der Personalprälatur (Can. 294 CIC). Vor Einführung dieses Codex Iuris Canonici im Jahre 1983 wurde die Territorialprälatur auch als Praelatura nullius dioecesis bezeichnet.